# Order & Chaos 2: Redemption
Az Order & Chaos 2: Redemption (Rend és Káosz 2: Megváltás) egy fantasy világban játszódó MMORPG, amit a Gameloft fejlesztett és jelentetett meg iOS, Android, Windows és Windows Phone eszközökre. A játék 2015. szeptember 16-án jelent meg. Folytatása az Order & Chaos Online (Rend és Káosz Online) videójátéknak.

## Játékmenet
A játékot első- vagy a harmadik személyes nézetből játszhatjuk. A játékos a nézet távolságát és perspektíváját módosíthatja a csípés és zoom funkció segítségével. A mozgást a képernyő bal alsó sarkában található virtuális joystick segítségével szabályozzuk. A harci és az interfészvezérlők virtuális gombokra vannak leképezve. A játéknak több mint 1000 küldetése van, beleértve azokat is, amelyek lineárisak a fő történethez, vagy rövid "azonnali küldetéseket".

## Történet
Az istenek szemében nincs idő, nincs bíró, rend, se káosz. Minden örökkévaló és csak létezik. Életünk egy körforgás része. Meg kell tapasztalnunk, amit tudunk, és tanulnunk kell belőle. Az Order & Chaos Online (Rend és Káosz Online) végén Khalin Pörölyének titkát és a Primal Heart helyét hősök fedezték fel. A Pöröly erejével a hősök megpróbálták elpusztítani a Primal Heart-ot, hogy véget vessenek minden gonosznak és megmentsék Haradon világát. De mindanyiukat megtévesztették. A Primal Heart megsemmisítése katasztrofális eseményhez vezetett, amely elpusztította a világot, a hősök egymás után haltak meg. A gonosz nyert és ideiglenesen elvonult. 600 évvel az események után a világ ismét virágzott, és a hősök újjászületettek ebben az új világban - hogy megmentsék az eljövendő gonosztól és megváltsák magukat.
A történet 600 évvel az Order & Chaos Online eseményeit követően zajlik le, ahol a Láng Rendje megsemmisítette a Primal Heart-ot. Ez katasztrofális eseményt indított el, amelyben az egész világ átalakult, és a legtöbbjével Haradon népének, az úgynevezett Nagy Áradás végzett.

## Karakteralkotás
A játék a karaktered megalkotásával kezdődik. Itt beállíthatod a karaktered nevét, faját, kasztját és kinézetét.

### Fajok (Race)
Öt játszható faj van:
- Ember (Human)
- Mendel (Mendel)
- Tünde (Elf)
- Ork (Orc)
- Kratan (Kratan)

### Kasztok (Class)
Öt kaszt közül válogathatsz. Mindegyik kasztnak megvannak a sajátos képességei, előnyei és gyengéi.
- Harcos (Warrior)
- Vadász (Ranger)
- Mágus (Mage)
- Vér lovag (Blood Knight)
- Szerzetes (Monk)